# Armadilloniscus tuberculatus
Armadilloniscus tuberculatus is een pissebed uit de familie Detonidae. De wetenschappelijke naam van de soort is voor het eerst geldig gepubliceerd in 1909 door Holmes & Gay.